# Les Chiens noirs
Les Chiens noirs (titre original : Black Dogs) est un roman de l'écrivain britannique Ian McEwan publié en 1992 et traduit en français en 1994 aux éditions Gallimard.

## Résumé
Le roman nous mène des traces de l'occupation nazie dans le midi de la France à une visite au camp d'extermination de Majdanek, de la Pologne de Solidarnosc à l'écrasement du mur de Berlin, et mêle l'histoire contemporaine à des destins individuels.
Orphelin très tôt, Jeremy vit une vie perturbée avec sa sœur, son beau-frère et sa petite nièce. Il préfère chercher refuge dans les familles de ses amis. À trente ans passés, il épouse Jenny Tremaine. Plusieurs années après son mariage,  Jeremy devient complètement fasciné par le passé de June, sa belle-mère, qui lutte contre la mort dans une maison de retraite. 
Jeremy décide d'écrire l'histoire du couple de June et de Bernard Tremaine épousé après la Seconde Guerre mondiale, leur engagement communiste, leur voyage de noces. Mais, à partir d'une mystérieuse confrontation avec le principe du mal, incarné par deux chiens noirs, June a eu la révélation d'une présence divine en elle et s'est retirée dans une bergerie dans le Larzac. Un doute crucial s'installe : June est-elle folle, mythomane ? Pourquoi sa hantise des grands chiens noirs ?
Après la mort de June, Jeremy décide de percer le secret de ce couple qui s'est déchiré. Il essaie d'obtenir les confidences de Bernard sur la fin de leur engagement politique, dans une scène que symboliquement, l'auteur situe au pied du mur de Berlin pendant sa chute. Pour Jeremy, cette enquête est aussi une quête de ses origines.

## Distinction
- 1992 : finaliste du prix Booker

## Publications
- Les Chiens noirs, éditions Gallimard  (ISBN 2-07-073198-7)